# اچ‌ام‌اس ال۲۴
اچ‌ام‌اس ال۲۴ (به انگلیسی: HMS L24) یک زیردریایی بود که طول آن ۲۲۸ فوت (۶۹ متر) بود. این زیردریایی در سال ۱۹۱۹ ساخته شد.